# Farinata

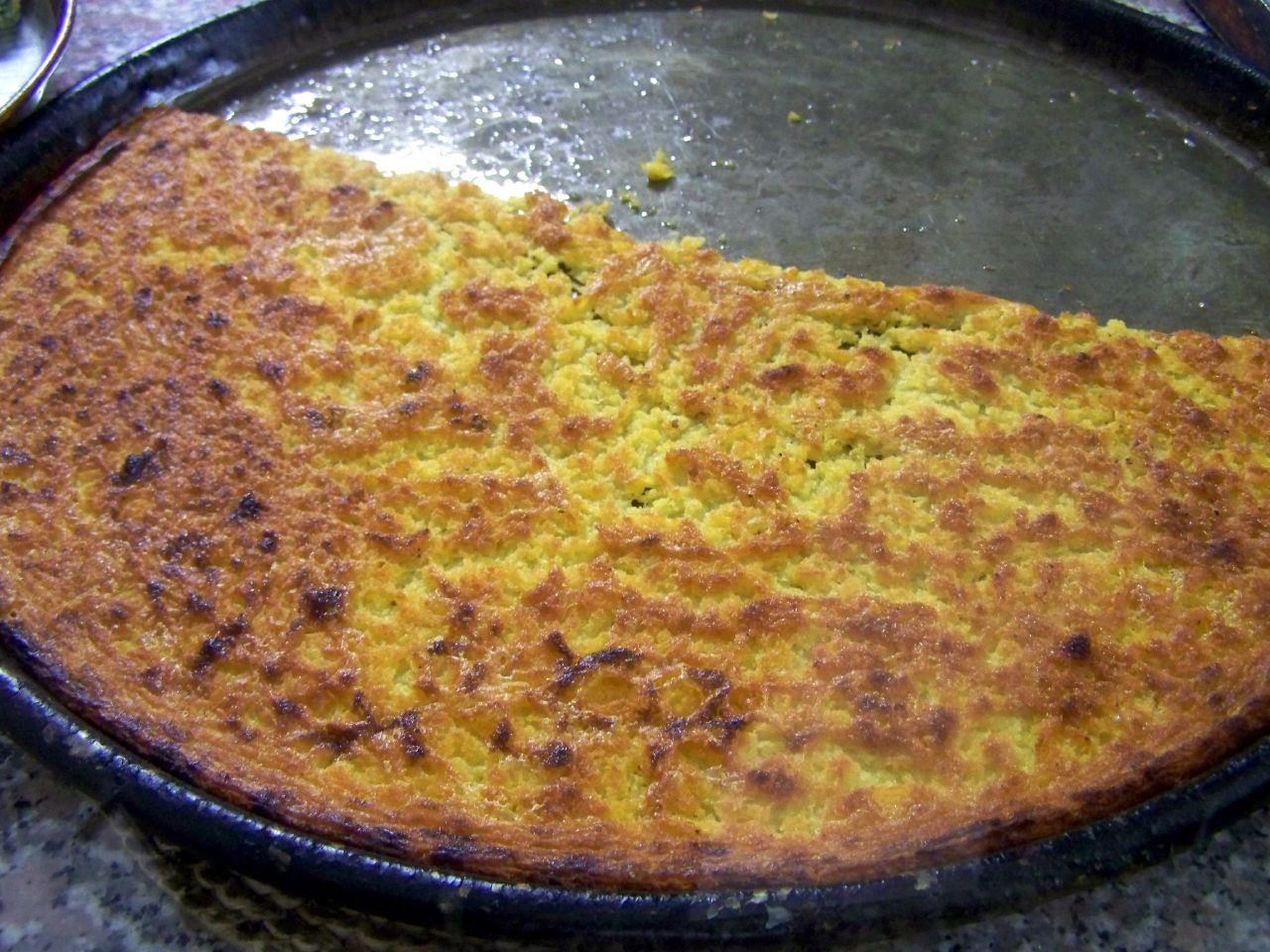
Farinata di ceci

Farinata (von lateinisch farina, „Mehl“) ist der italienische Name für einen Pfannkuchen aus den Grundzutaten Kichererbsenmehl, Olivenöl, Salz und Wasser. Das Gericht kommt ursprünglich aus Genua und ist, mit Varianten, an verschiedenen Orten im Mittelmeerraum und in Südamerika eine lokale Spezialität. Bekannt ist es auch unter den Namen Fainà, Fainè, Cecina oder Torta di Ceci. Varianten heißen Calentita oder Panelle. In der Provence nennt man dieses Gericht Cade oder Socca (um Toulon bzw. Nizza). 
Die Farinata ist ein typisches Gericht der so genannten armen Küche und hat antike Ursprünge. Ähnliche Pfannkuchen wurden schon von den Griechen, Römern und im Mittelalter als Alternative zu Brot zubereitet. Normalerweise wird zur Herstellung ein Holzofen (Pizzaofen) benutzt, in dem der Fladen in speziellen flachen Backblechen bei hoher Temperatur gebacken wird. Der Pfannkuchen nimmt dabei eine gelbe Farbe an und sollte außen gut gebräunt sein. Er wird sofort heiß gegessen, da er aufgewärmt hart wird. In der Regel wird er mit schwarzem Pfeffer gewürzt. 

## Italien

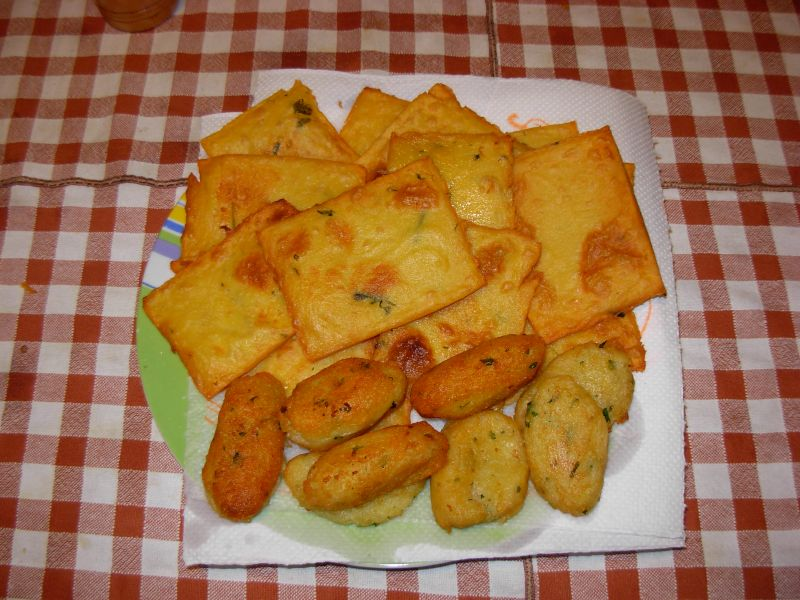
Panelle und Kartoffelkroketten, Sizilien

- In Ligurien heißt das Gericht farinata di ceci, im genuesischen Dialekt a' fainà de ceixei. Lokale, in denen die Farinata noch traditionell im Holzofen zubereitet wird, und man sie mit einem Glas Wein zu sich nehmen kann, heißen farinotti oder sciamadde. Von diesen, die von den Künstlern und Schriftstellern der Stadt oft besucht und besungen wurden, gibt es nur noch wenige. Über Genua hinaus findet man die Farinata vor allem in den Gemeinden Chiavari, La Spezia, Santo Stefano d’Aveto und Savona.

- In der Toskana ist das Gericht entlang der Küste verbreitet (Pisa, Viareggio, Livorno), und als Cecina (betont auf dem "i")  oder Torta di Ceci bekannt. Es wird entweder allein oder als Füllung einer Focaccia gegessen (in Livorno heißt die letztere Variante cinque e cinque, da der Preis früher fünf Lire für die torta und fünf Lire für das Brot betrug).

- Nach Sardinien wurde das Gericht von den Genuesen gebracht, und heißt dort fainè. Es ist vor allem in der Gegend um Sassari bekannt. Es wird in einigen typischen Lokalen, aber auch in vielen Pizzerien serviert. Beliebt sind Varianten mit Zwiebeln und sardischen Würsten.

- Auf Sizilien, vor allem um Palermo, heißt das Gericht panelle, und ist eine Zwischenmahlzeit. Es unterscheidet sich von der Hauptvariante dadurch, dass der Pfannkuchen in Öl frittiert wird. Die Panelle werden zusammen mit Kartoffelkroketten (im Dialekt cazzilli genannt) in Brot gegessen. Man kann sie in zahlreichen Imbissen (friggitorie) bekommen.

## Frankreich

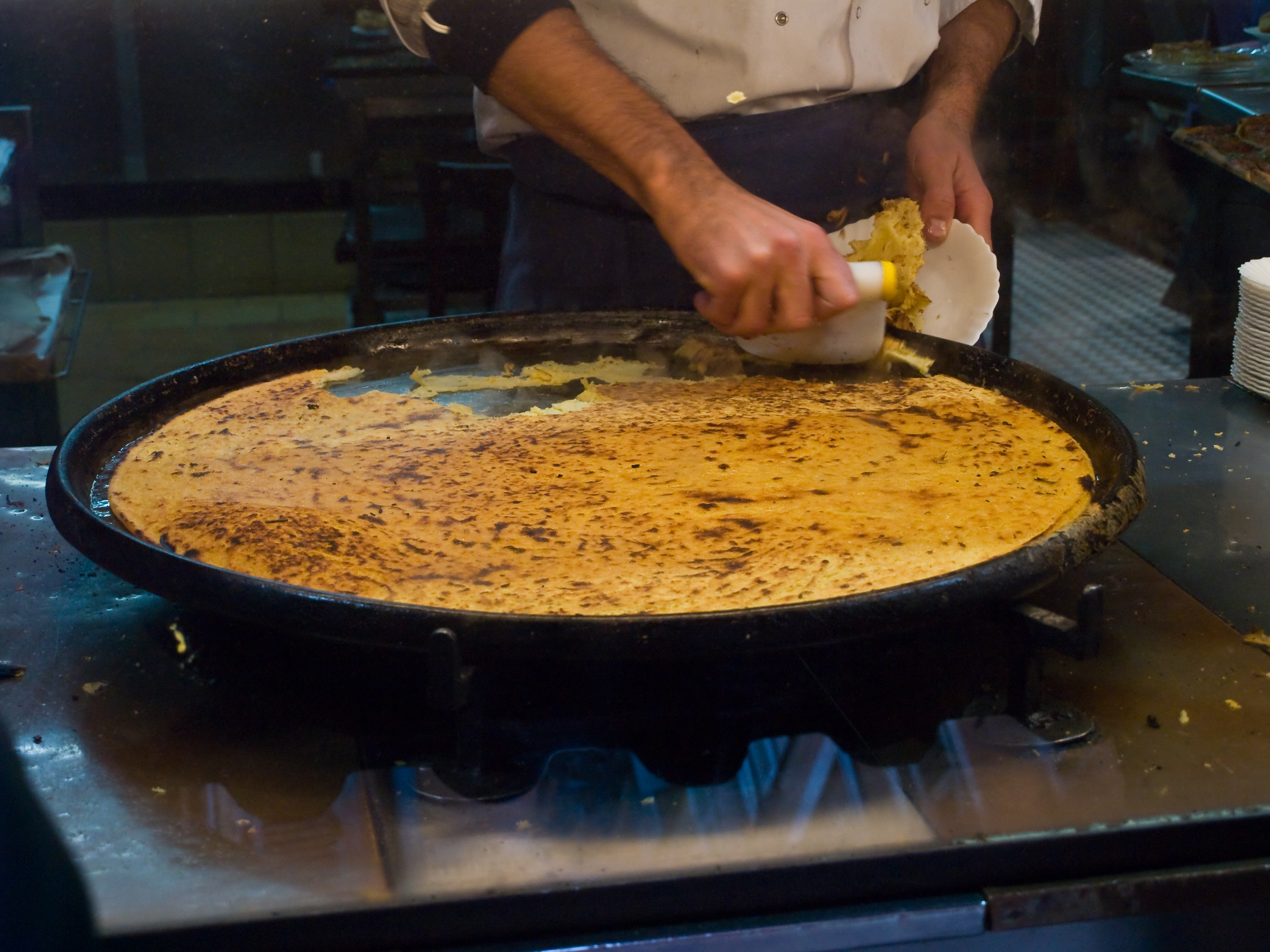
Socca in der Altstadt von Nizza

Die Socca gehört zu den Spezialitäten der südfranzösischen Stadt Nizza und einiger angrenzender Gemeinden. Sie wird auf Märkten oder von fahrenden Händlern oder an Straßenecken angeboten, wo man sie gerne an Tischen mit Holzbänken mit einem Glas kaltem Rosé-Wein genießt. In der Region um Toulon etwas weiter westlich heißt das Gericht Cade.

## Gibraltar
Unter dem Namen Calentita ist ein ähnlicher Kichererbsenkuchen Nationalgericht von Gibraltar.

## Nordafrika
In  Oran (Algerien) kennt man ein ähnliches Gericht unter dem Namen Karantita, aber es werden dem Rezept Eier und Kreuzkümmel hinzugefügt. Eher der ursprünglich ligurischen Variante entspricht die calentita in Marokko. 

## Südamerika

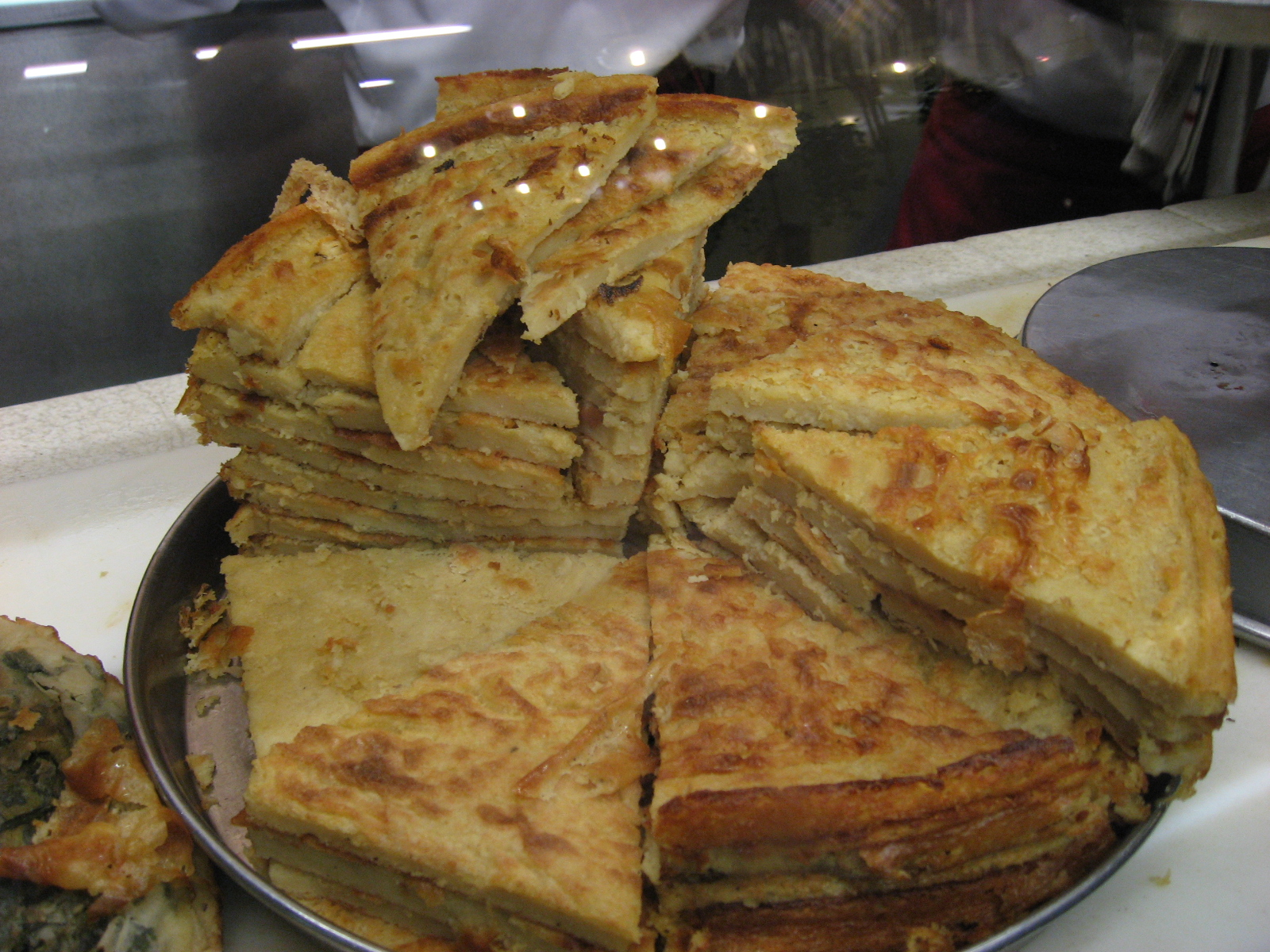
La fainà in Argentinien

Die Farinata wurde unter dem Namen fainá (la fainà oder el fainá) nach Südamerika gebracht. Man findet es in den Pizzerien am Río de la Plata, sowohl in Buenos Aires als auch in Montevideo, wo es normalerweise die Pizza begleitet.